# Yvonne Murray
Yvonne Carol Grace Murray, po mężu Mooney (ur. 4 października 1964 w Musselburgh w Szkocji) – brytyjska lekkoatletka, specjalizująca się w biegach długodystansowych, dwukrotna uczestniczka igrzysk olimpijskich w latach 1988 i 1992, brązowa medalistka olimpijska z 1988 roku z Seulu w biegu na 3000 metrów.

## Finały olimpijskie
- 1988 – Seul, bieg na 3000 metrów – brązowy medal
- 1992 – Barcelona, bieg na 3000 metrów – 8. miejsce

## Inne osiągnięcia
- trzykrotna mistrzyni Wielkiej Brytanii, w biegach na 3000 m (1985, 1987) oraz 5000 m (1983)[1]
- 1985 – Pireus, halowe mistrzostwa Europy – brązowy medal w biegu na 3000 m
- 1986 – Stuttgart, mistrzostwa Europy – brązowy medal w biegu na 3000 m
- 1986 – Madryt, halowe mistrzostwa Europy – srebrny medal w biegu na 3000 m
- 1986 – Edynburg, Igrzyska Wspólnoty Narodów – brązowy medal w biegu na 3000 m
- 1987 – Liévin, halowe mistrzostwa Europy – złoty medal w biegu na 3000 m
- 1990 – Split – mistrzostwa Europy – złoty medal w biegu na 3000 m
- 1990 – Auckland, Igrzyska Wspólnoty Narodów – srebrny medal w biegu na 3000 m
- 1993 – Toronto, halowe mistrzostwa świata – złoty medal w biegu na 3000 m
- 1994 – Victoria – Igrzyska Wspólnoty Narodów – złoty medal w biegu na 10 000 m
- 1994 – Helsinki, mistrzostwa Europy – srebrny medal w biegu na 3000 m

## Rekordy życiowe
- bieg na 1500 metrów – 4:05,61 – Gateshead 02/07/1995
- bieg na milę – 4:22,64 – Oslo 22/07/1994
- bieg na 2000 metrów – 5:26,93 – Edynburg 08/07/1994 – były rekord Wielkiej Brytanii, 7. wynik w historii
- bieg na 3000 metrów – 8:29,02 – Seul 25/09/1988
- bieg na 5000 metrów – 14:56,94 – Londyn 07/07/1995
- bieg na 10 000 metrów – 32:16,76 – Göteborg 06/08/1995
- bieg na 3000 metrów (hala) – 8:46,06 – Liévin 22/02/1987